# Spinotrachelas capensis
Espèce
Spinotrachelas capensis est une espèce d'araignées aranéomorphes de la famille des Trachelidae.

## Distribution
Cette espèce est endémique du Cap-Occidental en Afrique du Sud.

## Description
Les mâles mesurent de 3,28 à 3,80 mm et la femelle 3,95 mm.

## Étymologie
Son nom d'espèce, composé de cap et du suffixe latin -ensis, « qui vit dans, qui habite », lui a été donné en référence au lieu de sa découverte, le Cap-Occidental.

## Publication originale
- Haddad, 2006 : Spinotrachelas, a new genus of tracheline sac spiders from South Africa (Araneae: Corinnidae). African Invertebrates, vol. 47, p. 85-93.